# Ливарня дзвонів
Ливарня Дзвонів братів Фельчинських вважається однією з найстарших фірм на Галичині. Започаткована майстерня в 1808 році у місті Калуші, що на Івано-Франківщині. В 1947 році правнук перших ливарників, Ян Фельчинський, продовжуючи благородну справу, відкриває в місті Перемишлі (Польща) фірму під назвою «ODLEWNIA I NAPRAWA DZWONÓW», де і відливаються дзвони сьогодні.
За цей, некороткий час, ливарня встигла створити власні традиції а також рецепт довговічності та найкращого звучання дзвонів.
www.dzvony.net
Один з нащадків родини Фельчинських продовжив родинну справу в містечку Тацишові в Сілезії, відливаючи там дзвони, пам'ятні таблиці та інші бронзові вироби.